# Shigenobu Fusako
Shigenobu Fusako (重信 房子 sinh ngày 28 tháng 9 năm 1945) là người cộng sản sáng lập và cựu lãnh tụ của tổ chức khủng bố Hồng quân Nhật Bản, tổ chức nay giải thể.

## Thiếu thời
Shigenobu sinh ngày 28 tháng 9 năm 1945 tại Setagaya, Tokyo. Cha của cô là giáo viên dạy trong trường học dành cho trẻ em nghèo vốn được tổ chức ở các đền thờ phía nam Nhật Bản Kyushu sau chiến tranh thế giới thứ 2. Sau đó, ông trở thành thiếu tá trong Lục quân Đế quốc Nhật Bản đóng quân ở Mãn Châu, Trung quốc.
Hết trung học, cô làm việc trong công ty Kikkoman, và bắt đầu theo học đại học tại trường Đại học Meiji vào buổi tối.

## Tham gia phong trào sinh viên
Shigenobu tốt nghiệp trường Đại học Meiji với bằng cử nhân kinh tế chính trị và lịch sử. Cô tham gia hoạt động sinh viên nhằm phản đối tăng học phí đại học, và trở thành nhà hoạt động cánh tả trong phong trào sinh viên vào những năm 1960 và dần dần trở thành một trong những thủ lĩnh của phong trào.

## Hồng quân Nhật Bản
Vào tháng 2/1971, cô và Tsuyoshi Okudaira sang Trung Đông và tiến hành móc nối liên lạc cho tổ chức hồng quân Nhật Bản. Khi đến Trung Đông, cô sớm không còn liên hệ với hồng quân Nhật Bản vì sự khác biệt ý thức hệ, khoảng cách địa lý và mâu thuẫn cá nhân với lãnh tụ mới, Tsuneo Mori. Hồng Quân suy yếu sau Takaya Shiomi và hơn 200 thành viên bị bắt vào năm 1970, nhóm còn lại tiến hành hợp nhất với nhóm Maoist (những người theo chủ nghĩa cộng sản của Mao Trạch Đông) chính thức thành lập Hồng quân Liên hiệp.  Khi nghe tin về cuộc thanh trừng nội bộ của Hồng Quân vào năm 1971-1972, Shigenobu bị shock và đau buồn. Cô và Okudaira viết tác phẩm Tình yêu, Cách mạng (わが愛わが革命) như lời đáp trả.
Shigenobu sống ở Trung Đông trong hơn 30 năm. Hoạt động dưới danh nghĩa của tổ chức Quân giải phóng quốc tế, với tư tưởng các hoạt động cách mạng nên hợp tác và cuối cùng tiến tới cách mạng toàn cầu. Cô đến Lebanon, với mục tiên hỗ trợ và tham gia mặt trận dân tộc giải phóng Palestine nhưng cuối cùng, hồng quân Nhật Bản (JRA) trở thành một nhóm độc lập."
Trong thời gian hợp tác cùng mặt trận dân tộc giải phóng Palestine, họ nổi tiếng nhất với vụ xả súng thảm sát sân bay Lod, Israel năm 1972, làm hàng 24 dân thường thiệt mạng và 78 người khác bị thương tật.
Ngoài ra cô còn là thành viên của tổ chức "Hồng quân Liên Hiệp (của Nhật)" và "Đảng Hồng Quân (của Tây Đức)" cũng với các hoạt động và mục tiêu tương tự như Hồng Quân Nhật Bản.
Một người đồng lãnh tụ Hồng Quân Nhật Bản là Kôzo Okamoto thì bị chính quyền Israel bắt sau vụ thảm sát dân thường tại sân bay Lod (hợp tác với MTDTGP Palestine) tại Israel nhưng sau được thả và tị nạn chính trị tại Li Băng cho tới nay.

## Bị bắt
Shigenobu trở về Nhật nhiều lần vào tháng 7 năm 2000. Cô bị bắt ở Osaka vào tháng 11 năm 2000. Người dân Nhật Bản bất ngờ khi nhìn thấy một người phụ nữ trung niên bị còng tay xuất hiện từ một chuyến tàu đến Tokyo. Khi Shigenobu nhìn thấy các phóng viên đang chờ đợi, cô giơ tay và đưa cho các dấu ngón tay cái lên, hét vào các phóng viên: "Tôi sẽ chiến đấu".
Fusako Shigenobu đã bị kết án 20 năm tù vào ngày 8 tháng 3 năm 2006, 2006 và nhận được một phán quyết tương tự từ Tòa án tối cao trong năm 2010 với các tội danh. Bà bị các công tố viên buộc tội với ba tội danh, sử dụng hộ chiếu giả, giúp đỡ các thành viên khác trong JRA có hộ chiếu giả, và âm mưu giết người với việc lập kế hoạch và chỉ huy việc tấn công và bắt cóc con tin tại Đại sứ quán Pháp ở Hague, Hà Lan năm 1974. Shigenobu đã nhận tội với hai tội đầu tiên, nhưng phủ nhận dính líu tới chuyện tấn công và bắt cóc con tin ở đại sứ quán. Một trong các nhân chứng xuất hiện tại tòa là Leila Khaled, người được biết có liên quan đến vụ không tặc chuyến bay TWA Flight 840, và là thành viên của Hội đồng Quốc gia Palestine. Trong phán quyết cuối cùng, chủ tọa tuyên bố không cho bằng chứng thuyết phục về sự tham gia của cô trong vụ tấn công đại sứ quán Pháp và gây thương cho hai cảnh sát, hoặc có âm mưu giết người, nhưng kết án cô có âm mưu với các thành viên trong nhóm trong việc chiếm Đại sứ quán.
Shigenobu vẫn tuyên bố mình vô tội và các bản cáo trạng chỉ làm khơi mào cho "một phong trào cách mạng mạnh mẽ hơn mà thôi. Shigenobu vẫn tuyên bố rằng cô không thể bị kết án, Shigenobu tuyên bố rằng do các hoạt động của JRA là hoạt động có động cơ chính trị và cần có một giải pháp chính trị cho vấn đề này. Tại một cuộc họp báo trước khi bản án vào tháng 2 năm 2006, luật sư của bà đọc một bài thơ haiku (một hình thức của thơ ca Nhật Bản) do bà sáng tác: "Bản án không phải là cuối cùng nó chỉ là khởi đầu mạnh ý chí phải giữ lan rộng..."
Vào tháng 12 năm 2008, Shigenobu đã được chẩn đoán mắc bệnh ung thư ruột kết và đã tiến hành 3 lần phẫu thuật. Hiện tại, Shigenobu đang sống trong nhà tù y tế Hachioji.
Fusako Shigenobu là mẹ của Mei Shigenobu, một nhà báo Nhật, làm phóng viên cho một kênh truyền hình Trung Đông. Giống như mẹ, Mei là một người tranh đấu cho độc lập của Palestine. Nói về mẹ mình, Mei nói: "Tôi không chắc mình có thể mạnh mẽ, kiên nhẫn và kiên định như bà. Nhưng tôi sẽ cố gắng, vì bà là hình mẫu cho tôi."

## Văn hóa
- Trong tác phẩm Shoot the Women First của Eileen MacDonald đã nhầm Shigenobu với Hiroko Nagata, và gán cho Shigenobu các hành động của Nagata trong cuộc thanh trừng nội bộ của Hồng Quân Liên Hiệp vào năm 1971-72.[12]
- Ca sĩ nhạc rock người Nhật và là bạn lâu năm của Shigenobu, PANTA đã phát hành album Oriibu no Ki no shitade vào năm 2007. Trong đó, Shigenobu đã viết lời cho vài ca khúc trong album.
- Diễn viên Anri Ban đã đóng vai Shigenobu trong bộ phim Kōji Wakamatsu United Red Army (2007).
- Năm 2008, nghệ sĩ Anicka Yi and kiếm trúc sư Maggie Peng đã tạo ra nước hoa dành riêng cho Shigenobu, với tên gọi Shigenobu Twilight[1][13]
- Năm 2010, Shigenobu và con gái Mei đã được đặc tả trong phim tài liệu Children of the Revolution, được trình chiếu tại các liên hoan phim tài liệu Amsterdam.

## Xuất bản
- 1974:　My Love, My Revolution『わが愛わが革命』 Kodansha.
- 1983: 『十年目の眼差から』 話の特集、ISBN 4826400667
- 1984: If You Put Your Ear to the Earth, You Can Hear the Sound of Japan: Lessons from The Japanese Communist Movement 『大地に耳をつければ日本の音がする　日本共産主義運動の教訓』ウニタ書舗、ISBN 4750584096
- 1984: Beirut, Summer 1982 『ベイルート1982年夏』話の特集、ISBN 4826400829
- 1985: Materials: Reports from the Middle East 1 『資料・中東レポート』1（日本赤軍との共編著）、ウニタ書舗、
- 1986: Materials: Reports from the Middle East 2 『資料・中東レポート』2（日本赤軍との共編著）、ウニタ書舗、
- 2001: I Decided to Give Birth to You Under an Apple Tree 『りんごの木の下であなたを産もうと決めた』幻冬舎、ISBN 434400082X
- 2005: Jasmine in the Muzzle of a Gun: Collected Poems of Shigenobu Fusako 『ジャスミンを銃口に　重信房子歌集』幻冬舎、ISBN 4344010159
- 2009: A Personal History of the Japanese Red Army: Together with Palestine 『日本赤軍私史　パレスチナと共に』河出書房新社、ISBN 978-4309244662
- 2012: Season of the Revolution: From the Battlefield in Palestine 『革命の季節 パレスチナの戦場から』幻冬舎、ISBN 9784344023147